# Демшин
Де́мшин — село в Україні, у Китайгородській сільській територіальній громаді Кам'янець-Подільського району Хмельницької області.

## Назва
Місцева легенда розповідає, що назва села Демшин походить від імені одного із селян. Річ у тім, що в XVII—XIX століттях зв'язок між Кам'янцем і селами Субіч, Калачківці, Рогізна, Студениця, Ушиця та іншими, пролягав поблизу села Демшин. На околиці села жив чоловік на ім'я Демко. Будучи підприємливим господарем, він побудував біля дороги шинок. Коли голодні й зморені роботою або довгими і виснажливими подорожами купці, чумаки чи просто подорожні селяни поверталися додому, то заходили до шинку, щоб поїсти та відновити сили. Люди часто домовлялись, що наступного разу завітають у Демків шинок і зустрінуться знову. Демків шинок згодом злився в одне слово — Демшин. Так і з'явилася назва села.

## Географія
Демшин наддністрянське село розташоване на подільській височині в південно-західній частині України, за 28 кілометрів автошляхами від міста Кам'янець-Подільський. Добратись можна дорогою Т 2317, далі біля села Вихватнівці звернути на досить погану місцеву дорогу до самого села.

### Клімат
Демшин знаходяться в межах вологого континентального клімату із теплим літом, у так званому «теплому Поділлі», тут весна настає на 2 тижні раніше. Але діяльність людини досить часто призводить до екоциду, поганих змін та глобального потепління. Рівень наповнення річок водою по області становить лише 20 % від необхідного стандарту, значна частина земної поверхні стає посушливою. Для покращення ситуації варто було б проводити ревайлдинг, відновлювати екосистеми та лісові насадження.

## Історія
Перші поселення на території села Демшин були ще в період палеоліту. Про це свідчать пам'ятки матеріальної культури: рубила, сокири, скребачки, знайдені за часів середньої і нової кам'яної доби. Стоянки поселенців знайдено на «Базевім горбі», за «Яром» і біля урочища «Моржів» (місцеві назви). Виявлені на території села залишки житлових і господарських будівель свідчать про те, що тут люди жили ще в період Галицько-Волинського князівства в XIII столітті. Коли зникло поселення — невідомо, хоча є припущення, що в час монголо-татарської навали, коли було знищено безліч населених пунктів Поділля.
У спогадах старожилів є таке: «18 чоловік-утікачів або висланих з інших місць поселень (кажуть, комусь неугодних) поселились біля яру, що веде до Дністра. Це було десь на початку XVII століття».
Перша письмова згадка про село датується 1638 роком, коли Іван Потоцький продав своє помістя, куди входив і Демшин, брату Станіславу. Потоцьким село належало до останньої чверті позаминулого століття, потім перейшло до Злотницьких. Анатолій Злотницький був маршалом торговельної конфедерації, а 1793 року став комендантом Кам'янецької фортеці. 1796 році Злотницький продав Демшин Йосипу Вітту, від якого воно перейшло синові Івану. Останній продав поселення Наркису Маковецькому, який мав намір побудувати на Демшинській долині пристань. Нарешті маєток з усією землею від Маковецьких через їхню онучку переходить до Кетлінських, які отримали 156 дворів з 762 жителями.
Внаслідок поразки Перших визвольних змагань на початку XX століття, село надовго окуповане російсько-більшовицькими загарбниками.
Радянська окупація принесла колективізацію та розкуркулення, мешканці села зазнали репресій.
В 1932–1933 селяни села пережили голодомор.
По закінченню Другої світової війни у 1946—1947 роках мешканці села вчергове пережили голод.
В 1981 році почалось заповнення басейну Дністра водою, яке тривало шість років, внаслідок цього затоплено долину річки Дністер поблизу села.
З 1991 року в складі незалежної України.
13 серпня 2015 року шляхом об'єднання Дерев'янської, Калачковецької, Китайгородської та Колодіївської сільських рад село увійшло до Китайгородської сільської громади. Об'єднання в громаду має створити умови для формування ефективної і відповідальної місцевої влади, яка зможе забезпечити комфортне та безпечне середовище для проживання людей.
06 липня 2022 року релігійна громада церкви Святого Михайла села без настоятеля перейшла з Московського патріархату в Православну Церкву України. Вперше, в місцевій церкві пролунала молитва українською мовою.
Колищній орган місцевого самоуправління — Калачковецька сільська рада.

## Церква

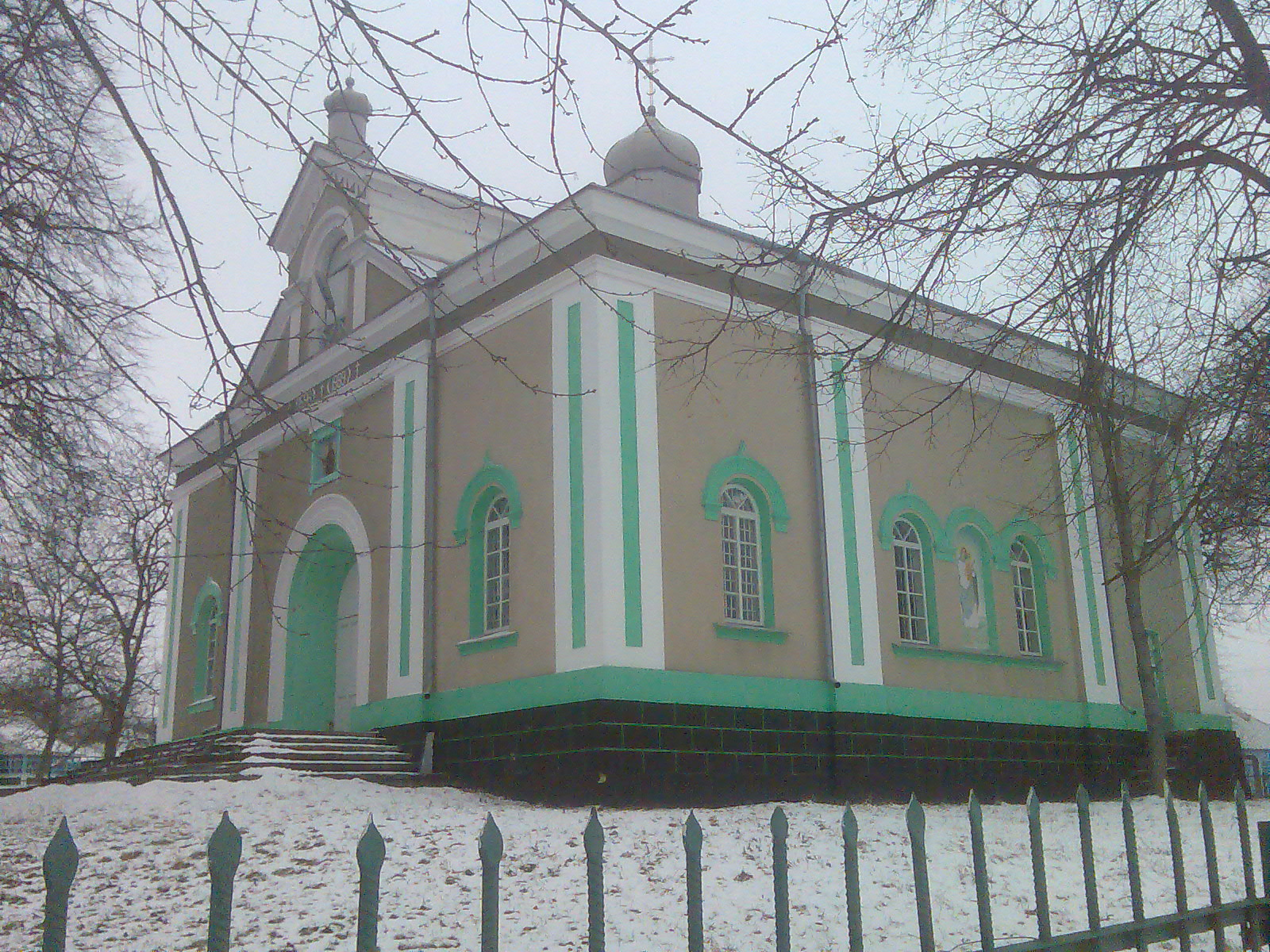
Сільська церква, побудована в 1886 році

Церква святого Михаїла заснована біля 1717 року. Розібрана в 1886 році, нова кам'яна церква збудована в 1886 році. При комуністах закрита, знову відновила свою роботу в 1989-му.

## Населення
За переписом населення України 2001 року в селі мешкало 734 осіб.
Згідно перепису 2015 року в селі мешкало 640 осіб, населення села скоротилось на 12,81 % порівняно зі 2001 роком.

### Мова
У селі поширені західноподільська говірка та південноподільська говірка, що відносяться до подільського говору, який належить до південно-західного наріччя.
100 % населення вказало своєю рідною мовою українську мову за даними перепису 2001 року.

## Охорона природи
Село лежить у межах національного природного парку «Подільські Товтри».

### Заказник «Чапля»

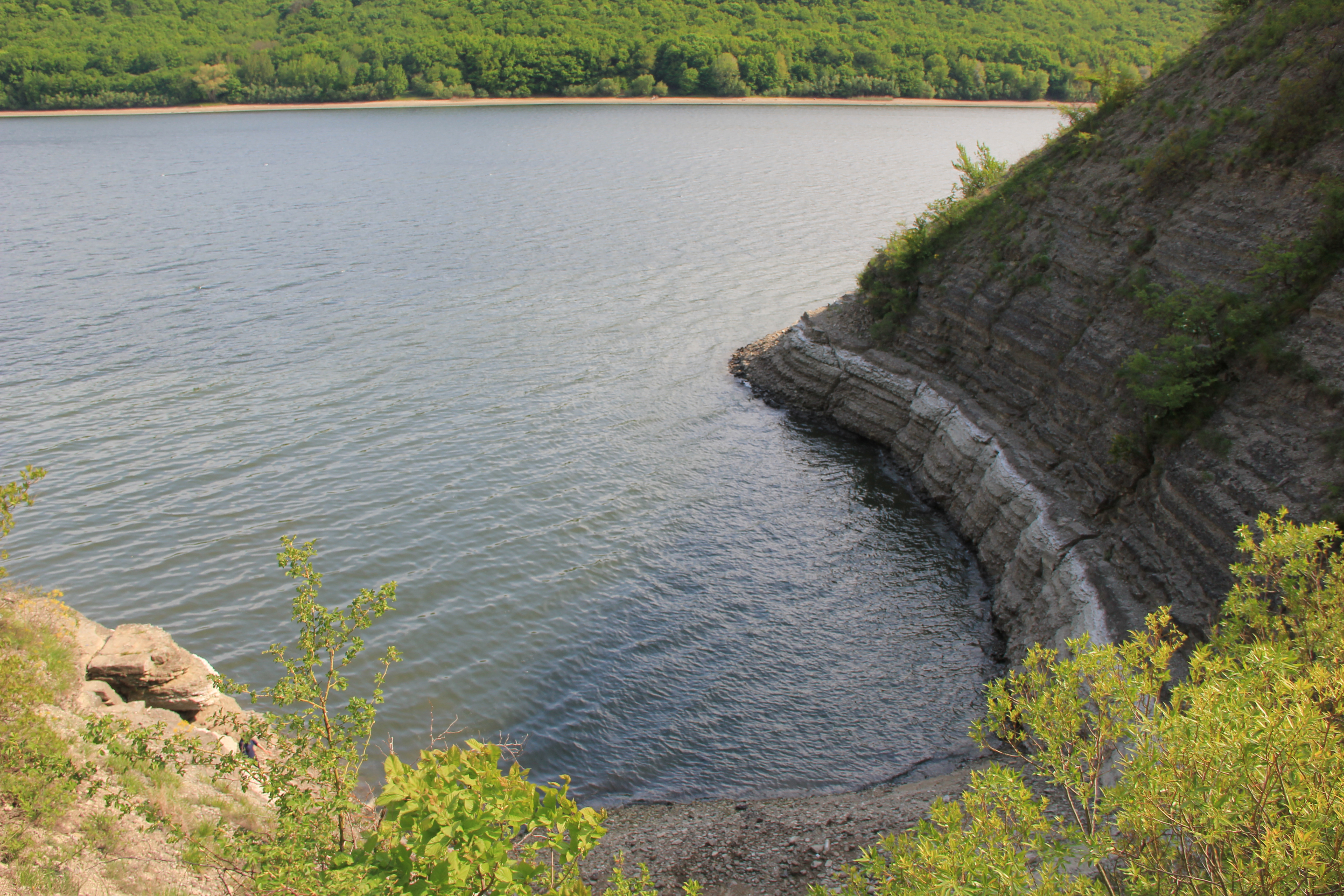
Місце, де річка Тернавка впадає в Дністер

Заказник «Чапля», який займає площу 177 га, розташувався над гирлом річки Тернава та на лівому березі річки Дністер, біля села Демшин. Тут поєднуються лісові, степові та кальце-петрофітні угруповання рослин. Назва його не випадкова, адже тут дійсно було багато сірих чапель. У деревному ярусі лісу зростають дуби звичайний та скельний, берека, у підліску — гордовина і клокичка пірчаста. Весною тут квітують ефемероїди (підсніжник, проліска, рясти), літом — аконіти строкатий, шерстистоустий та несправжньопротиотруйний, булатка великоквіткова, корячки чемерниковидна і пурпурова а на кам'янистих ділянках — листовик сколопендровий. Тут одне із небагатьох місць поширення релікта — осоки білої.
Степові схили з ранньої весни вкриваються цвітом еону великого і чорніючого, горицвіту весняного, гіацинтика блідого. Збереглася тут популяція ефедри двоколоскової. Гарні куртини утворюють зіноваті біла і Блоцького. На схилах сріблиться ковили пірчаста, найкрасивіша і волосиста.
Скелясті береги заказника створюють сприятливі умови для існування плазунів, зокрема, вужів звичайного і водяного, а також червонокнижного виду — мідянки звичайної. На території заказника гніздяться види птахів, що перебувають під охороною — деркач, пугач, сорокопуд сірий, а під час міграцій — гоголь, скопа, сапсан.
Завдяки наявності на території заказника численних гротів, розщелин, копалень тут трапляються рідкісні види ссавців: підковоніс малий, нічниці велика і водяна, борсук звичайний.

### Розріз тернавської свити
- Розріз тернавської свити — геологічна пам'ятка природи.

## Галерея

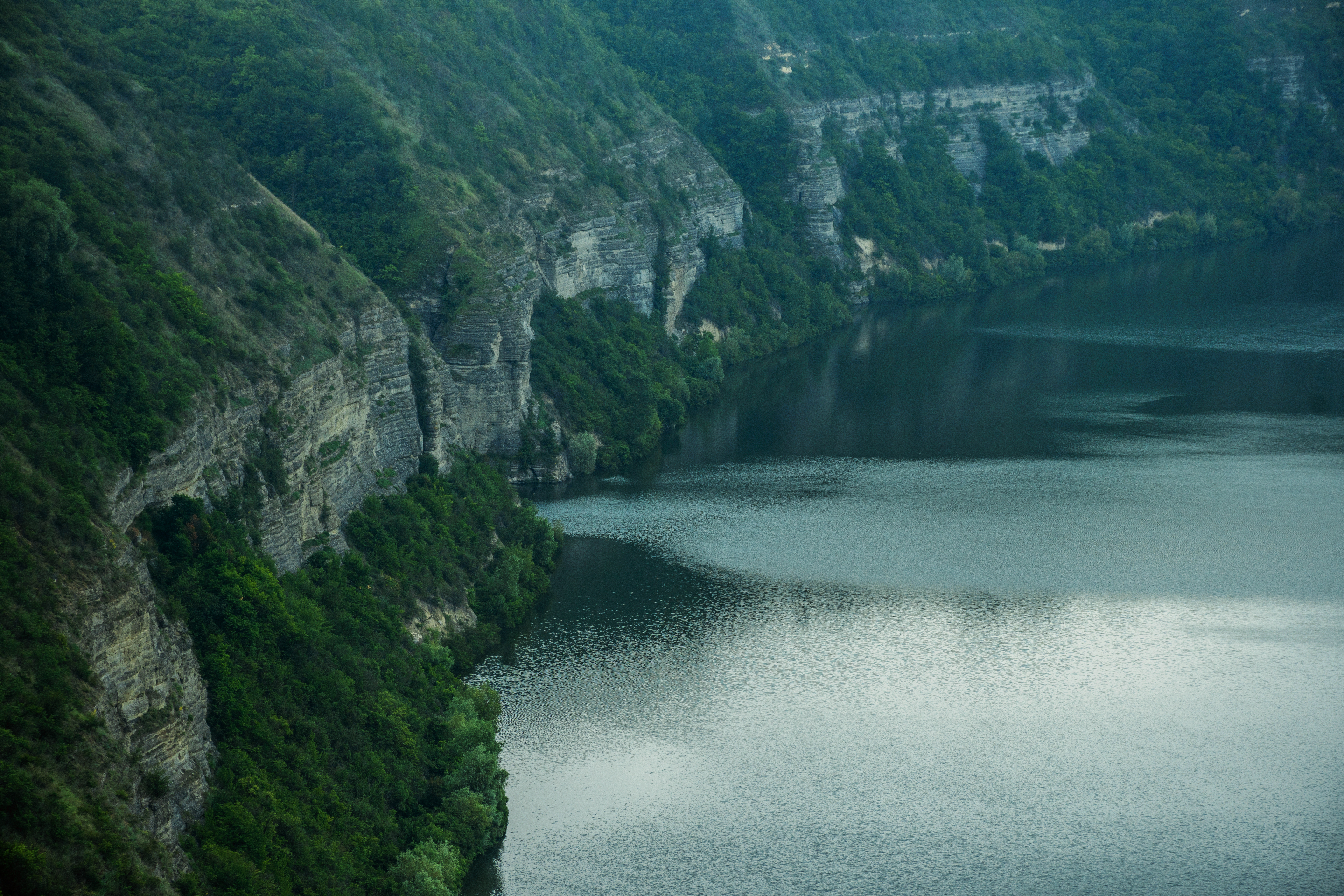
Скелі над Дністром
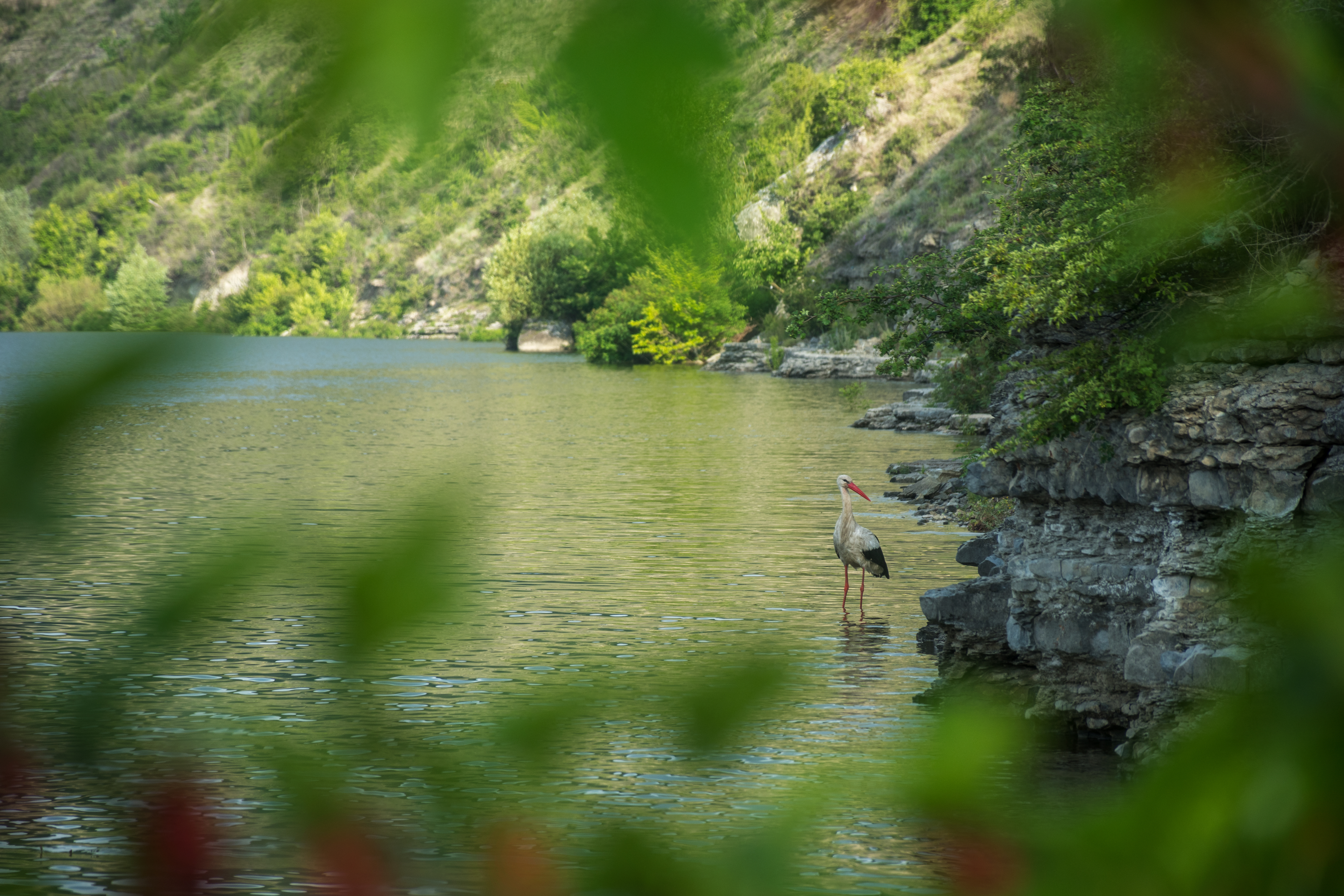
Бузьок
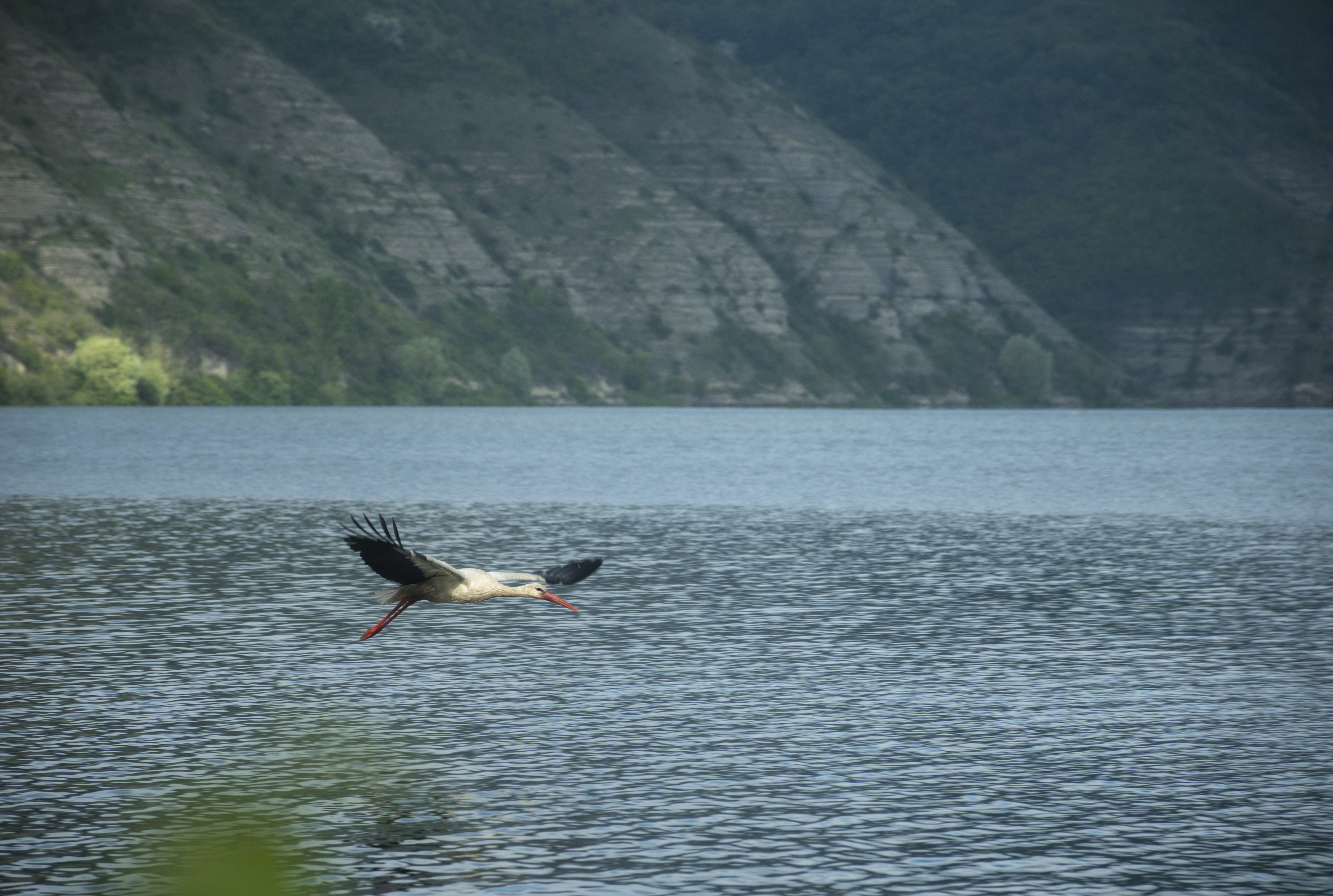
Бузьок у повітрі
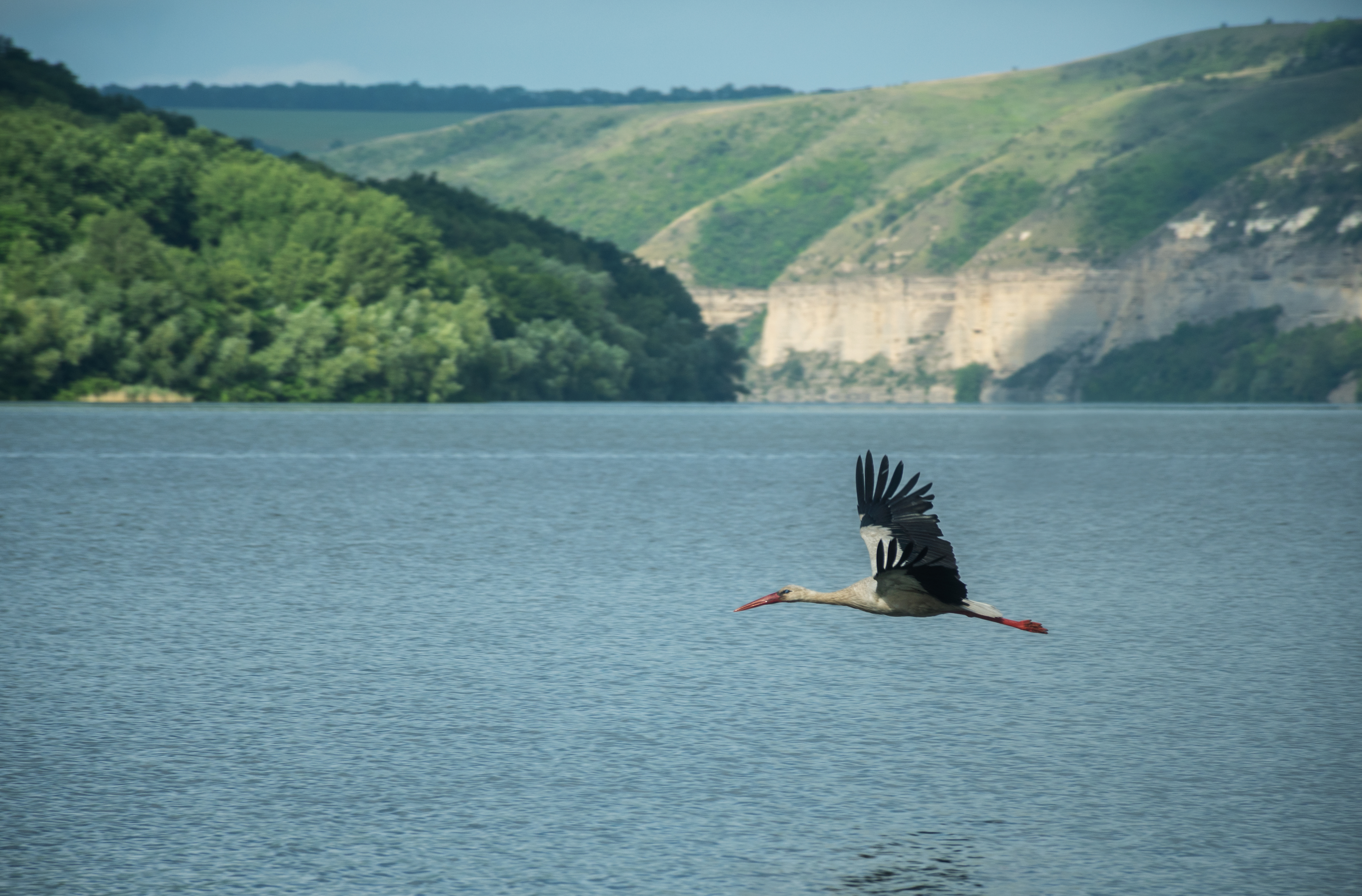
Бузьок біля Демшина
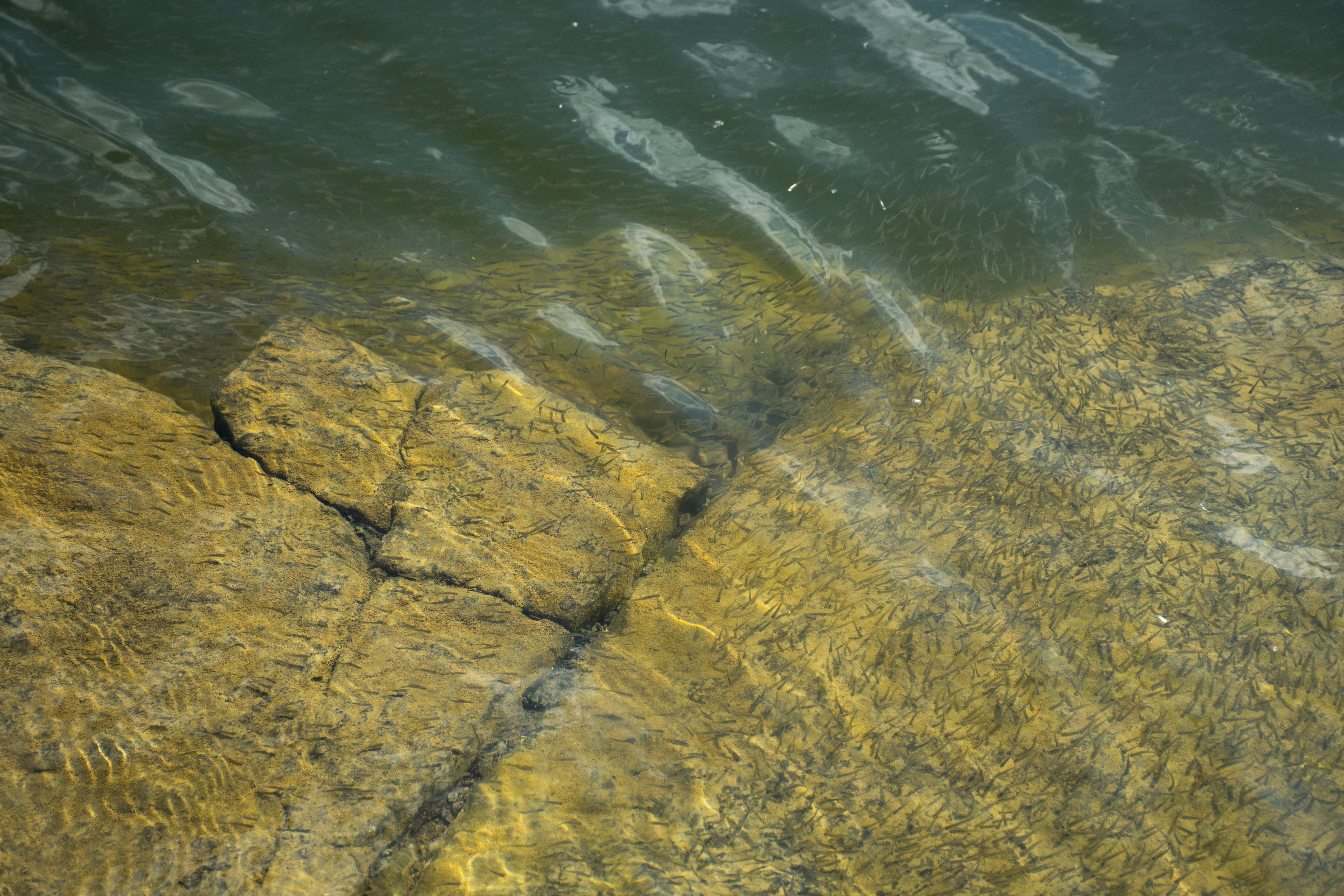
Мальок у водах Дністра
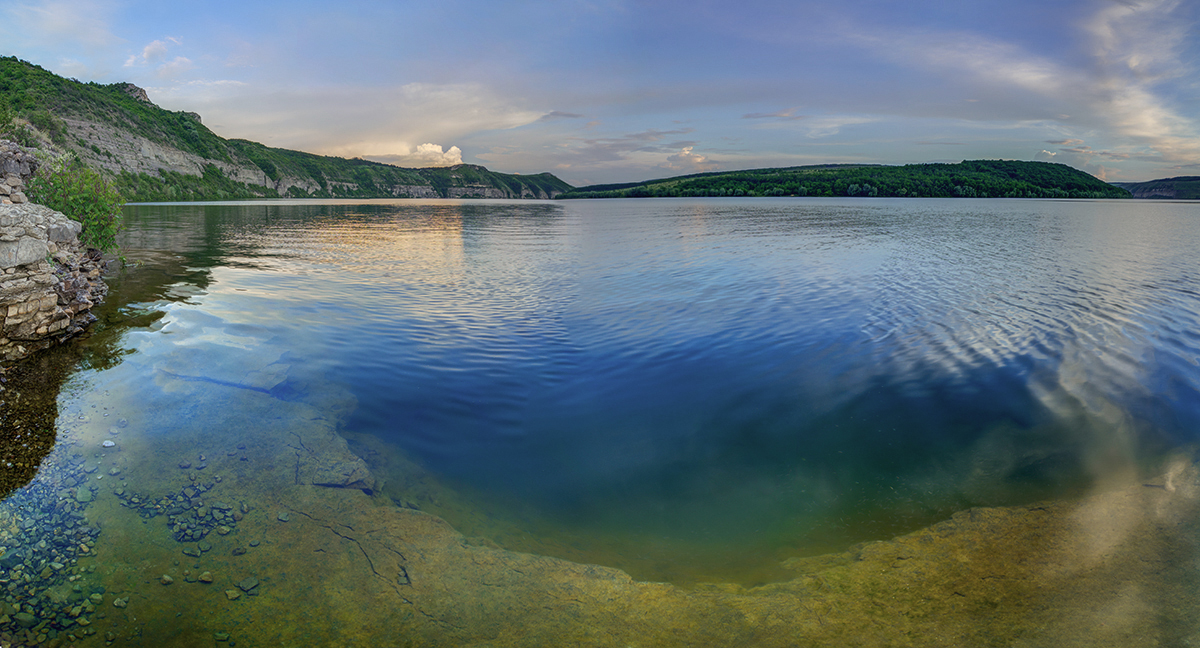
Вечірня панорама дністровського берега
Панорамний вид Дністра на світанку

## Демшин в інтернеті
- стаття в газеті «Ключ»  [Архівовано 26 листопада 2016 у Wayback Machine.]
- розповідь мандрівника Ігор Меліка про Демшин під час його подорожі Хмельниччиною  [Архівовано 24 вересня 2020 у Wayback Machine.]
- стаття в газеті «Край Кам'янецький» присвячена річниці визволення села від німецько-фашистських загарбників 30 березня 1944 року  [Архівовано 26 листопада 2016 у Wayback Machine.]
- публічна сторінка в соціальній мережі «Вконтакте» [недоступне посилання з липня 2019]